# この人に逢わせて喜ばせたい!逢喜利
『この人に逢わせて喜ばせたい!逢喜利』（このひとにあわせてよろこばせたい!おうぎり）は、2018年10月2日から2019年3月26日まで中京テレビで放送されていたバラエティ番組である。

## 概要
「ゲストが逢ったら喜ぶ人を連れてくる」というお題に対して芸人が独自の視点でリサーチし、ゲストと対面させるというもの。芸人がプレゼンを展開する『採用!フリップNEWS』（前番組）の要素は、当番組でも引き継いでいる。出演者が着用している衣装は、タカが三遊亭好楽、トシが三遊亭円楽と「笑点」（日本テレビ制作）の大喜利の衣装をイメージしている。
同年8月12日には、0:55より1時間枠でパイロット版が放送された。
2019年3月26日の最終回をもって、2009年4月の『フットンダ』から10年続いた中京テレビにおけるタカアンドトシのレギュラー番組はここで終了となる。

## 出演者
- MC[5]
  - タカアンドトシ（タカ・トシ）
- 逢喜利芸人
  - 下記放送日程参照

## 放送日程
いずれも制作局基準で記載。

### パイロット版
| 回 | 放送日          | ゲスト              | 逢喜利芸人 | 備考 |
| -- | --------------- | ------------------- | --- | ---- |
| 1  | 2018年 08月11日 | 丸山桂里奈 原田龍二 | 麒麟・川島明、ナイツ・土屋伸之、霜降り明星（せいや、粗品）、NON STYLE・石田明、カミナリ（竹内まなぶ、石田たくみ） |      |

### レギュラー版

#### エンディングテーマ
| 2018年 | 2018年                 | 2018年             | 2018年 |
| 月     | 曲名                   | 歌手名・ユニット名 |        |
| ------ | ---------------------- | ------------------ | ------ |
| 10月   | 「オレンジバタフライ」 | 大城美友           |        |
| 11月   | 「アゲンストザペイン」 | BiS1st             |        |
| 12月   | 「イトシラブ」         | Ange☆Reve          |        |

| 2019年 | 2019年          | 2019年             | 2019年 |
| 月     | 曲名            | 歌手名・ユニット名 |        |
| ------ | --------------- | ------------------ | ------ |
| 01月   | 「ANIMAL ZONE」 | バンドハラスメント |        |
| 02月   | 「木馬」        | ももすももす       |        |
| 03月   | 「サバイバー」  | DEVIL NO ID        |        |

## 放送時間
| 放送期間 | 放送日時                       | 放送局                                            | 対象地域       | 備考                |
| --- | ------------------------------ | ------------------------------------------------- | -------------- | ------------------- |
| 2018年10月02日 - 2019年03月26日 | 火曜日 23:59 - 翌日0:29        | 中京テレビ（CTV）                                 | 中京広域圏     | 制作局              |
| 2018年10月05日 - 2019年03月29日 | 金曜日 1:54 - 2:24（木曜深夜） | 日本テレビ（NTV）                                 | 関東広域圏     | [ 注 6 ]            |
| 2018年10月12日 - 2019年04月05日 | 金曜日 0:54 - 1:29（木曜深夜） | 読売テレビ（ytv）                                 | 近畿広域圏     | [ 注 7 ] [ 注 8 ]   |
| 2018年10月30日 - 2019年4月30日 | 火曜日 1:44 - 2:14（月曜深夜） | 札幌テレビ（STV）                                 | 北海道         | タカトシの地元局    |
| 2018年10月30日 - | 火曜日 1:24 - 1:54（月曜深夜） | 青森放送（RAB）                                   | 青森県         |                     |
| 2018年10月25日 - | 木曜日 0:54 - 1:24（水曜深夜） | テレビ岩手（TVI）                                 | 岩手県         |                     |
| 2018年10月10日 - | 水曜日 0:54 - 1:24（火曜深夜） | 山形放送（YBC）                                   | 山形県         |                     |
| 2018年10月17日 - 2019年4月17日 | 水曜日 1:29 - 1:59（火曜深夜） | ミヤギテレビ（MMT）                               | 宮城県         |                     |
| 2018年10月10日 - | 水曜日 0:59 - 1:29（火曜深夜） | 福島中央テレビ（FCT）                             | 福島県         |                     |
| 2018年11月22日 - 2019年05月23日 | 木曜日 0:59 - 1:29（水曜深夜） | テレビ新潟（TeNY）                                | 新潟県         |                     |
| 2018年10月09日 - 2019年04月02日 | 火曜日 0:59 - 1:29（月曜深夜） | テレビ信州（TSB）                                 | 長野県         |                     |
| 2018年10月10日 - | 水曜日 1:34 - 2:04（火曜深夜） | 静岡第一テレビ（SDT）                             | 静岡県         |                     |
| 2018年10月19日 - | 金曜日 0:59 - 1:34（木曜深夜） | テレビ金沢（KTK）                                 | 石川県         | [ 注 7 ]            |
| 2018年10月11日 - | 木曜日 0:54 - 1:24（水曜深夜） | 西日本放送（RNC）                                 | 岡山県・香川県 | [ 注 9 ]            |
| 2018年10月17日 - | 水曜日 0:59 - 1:29（火曜深夜） | 広島テレビ（HTV)                                  | 広島県         |                     |
| 2018年10月16日 - | 火曜日 1:00 - 1:35（月曜深夜） | 日本海テレビ（NKT)                                | 鳥取県・島根県 | [ 注 7 ]            |
| 2018年10月17日 - | 水曜日 0:54 - 1:24（火曜深夜） | 山口放送（KRY）                                   | 山口県         |                     |
| 2018年10月16日 - | 火曜日 1:29 - 2:04（月曜深夜） | 福岡放送（FBS）                                   | 福岡県         |                     |
| 2018年10月11日 - | 木曜日 0:59 - 1:29（水曜深夜） | 南海放送（RNB）                                   | 愛媛県         | [ 注 10 ]           |
| 2018年11月04日 - | 日曜日 2:00 - 2:30（土曜深夜） | 長崎国際テレビ（NIB）                             | 長崎県         |                     |
| 2018年10月30日 - | 火曜日 0:59 - 1:29（月曜深夜） | くまもと県民テレビ（KKT）                         | 熊本県         |                     |
| 2018年10月11日 - | 木曜日 0:59 - 1:29（水曜深夜） | 鹿児島読売テレビ（KYT）                           | 鹿児島県       | [ 注 10 ]           |
| 2018年10月11日 - 2019年04月04日 | 木曜日 0:54 - 1:24（水曜深夜） | 秋田放送（ABS）                                   | 秋田県         | [ 注 9 ]            |
| 2018年11月06日 - | 火曜日 1:29 - 2:00（月曜深夜） | 山梨放送（YBS）                                   | 山梨県         | [ 注 11 ]           |
| 2018年10月24日 - | 水曜日 0:59 - 1:29（火曜深夜） | 北日本放送（KNB）                                 | 富山県         |                     |
| 2018年10月10日 - | 水曜日 0:59 - 1:30（火曜深夜） | 福井放送（FBC）                                   | 福井県         | [ 注 11 ] [ 注 12 ] |
| 2018年10月11日 - | 木曜日 0:59 - 1:29（水曜深夜） | 四国放送（JRT）                                   | 徳島県         | [ 注 10 ]           |
| 2018年10月10日 - | 水曜日 0:54 - 1:24（火曜深夜） | 高知放送（RKC）                                   | 高知県         |                     |
| 2018年11月16日 - | 金曜日 1:59 - 2:29（木曜深夜） | テレビ大分（TOS） ※日本テレビ系列／フジテレビ系列 | 大分県         |                     |
| ※制作局以外の各放送局による放送時間変更は省略する（制作局による放送時間変更は放送日程の備考欄を参照）。 ただし、日本テレビの放送休止、特別編成等については注釈で記述。 ※公式サイト掲載順。 ※放送期間の出典：。 |                                |                                                   |                |                     |

中京テレビ制作のNNS29局ネットとなる30分枠の深夜番組（ただし、放送日時はネット局各局で異なる。）としての、本番組の後番組は『オードリーさん、ぜひ会ってほしい人がいるんです。』であり、これまでとは異なり、中京テレビが新しいレギュラー番組をNNS29局ネット用に用意するのではなく、既存の中京テレビ制作番組（NNS29局ネット番組移行直前の時点では、日本テレビを除く同系列局の一部や関西広域圏の独立局の一部でも放送。）をNNS29局ネットに昇格させる。このため、中京テレビ制作による全国ネットバラエティの後継番組は、プラチナイト水曜版『それって!?実際どうなの課』（2019年4月3日 - 2024年3月27日）となる。
本番組終了に伴い、中京テレビのみ水曜0時59分 - 1時54分に1時間遅れネットとしていた日本テレビ制作『プラチナイト』火曜版（『ウチのガヤがすみません!』）を制作局と同時ネットに変更した。

## スタッフ
※=パイロット版にも参加
- ナレーター：神島正和（第25回のみ）
- 構成：中野俊成、長澤のぶとし、山本太蔵、大塚智仁[要出典]
- SW：神尾淳[要出典]
- CAM：荒木哲志[要出典]
- AUD：玉城善彦[要出典]
- VE：宮前早智[要出典]
- VTR：畑中陶太[要出典]
- 照明：榊原亮太[要出典]
- 編集：生江正俊[要出典]
- MA：山本宗太[要出典]
- 音効：磯川浩己[要出典]
- TK：梅澤和世[要出典]
- 美術：橋本昌和[要出典]
- デザイン：野口陽介[要出典]
- 美術進行：山口武治[要出典]
- 大道具製作：木村敬[要出典]
- 大道具操作：長壁誠[要出典]
- アクリル装飾：下平唯治[要出典]
- 電飾：釜田慶一[要出典]
- 衣装：藤原ひとみ[要出典]
- メイク：atelier jam[要出典]
- タイトルロゴ：榛葉大介（ODDJOB）[要出典]
- 技術協力：テクノマックス、スウィッシュ・ジャパン、プログレッソ、glow、フジアール、NexTry[要出典]
- 音楽協力：日本テレビ音楽[82]
- キャスティング協力：ビーオネスト[要出典]
- 広報：勝山実香[要出典]
- デスク：松丸智美[要出典]、森本美咲[注 13]（※）[83]
- アシスタントディレクター：宮上賢蔵、宇佐美昭、佐々木希[要出典]、南麻結（※）、谷口諒（※）、有馬千夏（※）[83]
- ディレクター：赤堀哲也、西山嘉昭、土井功輔、杉山翼（杉山→第10回 - ）[要出典]、町田美穂（※）[83]
- 演出監修：椎葉宏治[要出典]
- 演出：古川雄一[要出典]
- プロデューサー：浅田大道、肥後篤人、森俊和[要出典]、永田浩子（※）[83]
- 制作協力：吉本興業[要出典]、b-DASH[84]
- 製作著作：中京テレビ

### 過去のスタッフ
※=パイロット版のみ参加
- プロデューサー：林敏博（※）
- デスク：岡田理絵子（※）